# Prozentpunkt
Der Begriff Prozentpunkt ist ein sprachliches Hilfsmittel zur Bezeichnung des absoluten Unterschiedes zwischen zwei Prozent-Angaben. Die Bezeichnung ist hilfreich, um einen absoluten Vergleich zweier in Prozentschreibweise vorliegender Angaben sprachlich eindeutig vom relativen Vergleich zu unterscheiden. Prozentpunkte werden meist im Zusammenhang mit Statistiken verwendet, beispielsweise bei Vergleichen von Wahlergebnissen oder wirtschaftlichen Daten.
Insbesondere im Finanzwesen wird noch Basispunkt als ein weiterer Begriff verwendet, um die absoluten Änderungen bei Renditen und Zinssätzen anzugeben. Er bezeichnet denselben Sachverhalt, allerdings ist dies der hundertste Teil eines Prozentpunktes und wird mit bp abgekürzt.

## Beispiele
Beispiel 1
Angenommen, der Zinssatz für Spareinlagen wird von 4 % p. a. der Einlage auf 5 % p. a. der Einlage erhöht. Dann wird er um einen Prozentpunkt erhöht. Alternativ sagt man, er wird um 25 % erhöht, was sich auf den vorherigen Zinssatz bezieht.
Falsch wäre in diesem Fall die Formulierung, der Zinssatz sei um 1 % erhöht worden. Korrekt berechnet betrüge der Zinssatz dann lediglich 4,04 % p. a. der Einlage. Wiederum richtig ist hingegen die Aussage, dass der absolute Zinsbetrag pro Jahr (nicht der prozentuale Zinssatz) um 1 % der Einlage erhöht wurde.
Beispiel 2
Eine Partei hat bei der ersten Wahl 1 % der gültig abgegebenen Stimmen erhalten, bei einer zweiten Wahl erhält sie 2 % der gültig abgegebenen Stimmen.
Folgende Aussagen können gemacht werden:
- Die Partei steigerte ihren Stimmenanteil um 100 % relativ zur Anzahl ihrer Wähler.
Das ist eine relative Angabe zum Vergleich des relativen Stimmenanteils bei der ersten Wahl und des relativen Stimmenanteils bei der zweiten Wahl. Die Angabe bezieht sich auf den relativen Stimmenanteil bei der ersten Wahl. Gegenüber der ersten Wahl wurde der relative Stimmenanteil bei der zweiten Wahl verdoppelt.
- Die Partei steigerte ihren Stimmenanteil um einen Prozentpunkt (oder um 1 % relativ betrachtet zur Anzahl aller Wähler).
Das ist eine absolute Angabe der Steigerung des relativen Stimmenanteils bei der zweiten Wahl, bezogen auf den relativen Stimmenanteil bei der ersten Wahl. Das Wort absolut ist hier mit Vorsicht zu gebrauchen, da es nicht um die absolute Zahl der Stimmen geht.

Beispiel 3
Ein Mietvertrag enthält eine Klausel zur Anpassung des Mietzinses, sobald sich der Jahrespreisindex der Verbraucherpreise mit Basisjahr 2005=100 innerhalb der Vertragslaufzeit um mehr als 4 Prozentpunkte nach oben oder unten geändert hat. Der Mietvertrag wurde 2008 geschlossen. Für 2011 soll nun überprüft werden, ob der Schwellenwert für eine Erhöhung oder Herabsetzung der Miete erreicht wurde. Der Jahrespreisindex der Verbraucherpreise lag für 2008 bei 106,6 und für 2011 bei 110,7. Der Unterschied in Prozentpunkten des Index mit Basisjahr 2005=100 ist somit (110,7 – 106,6 =) 4,1. Daher ist der Schwellenwert für eine Mieterhöhung erreicht bzw. überschritten. Würde im ersten Satz dieses Beispiels statt „Prozentpunkte“ das Wort „Prozent“ stehen, so wäre die Änderung auf zwei Nachkommastellen gerundet nur (110,7 / 106,6 − 1 ≈ 0,0385 =) 3,85 %. Dann würde es für 2011 zu keiner Mieterhöhung kommen.

## Ungleiche Gesamtheiten
Interessant ist die Situationen bei den Wahlen in Beispiel 2, da nicht unbedingt die gleichen Wähler zu beiden Wahlen gegangen sind. Es ist sogar denkbar, dass der Stimmen-Anteil von 1 % mehr Stimmen entspricht als der größere Stimmen-Anteil 2 %, wenn beispielsweise die Wahlbeteiligung bei der ersten Wahl deutlich höher war. Der Unterschied von einem Prozentpunkt kann in diesem Fall nicht als Anteil einer Gesamtheit interpretiert werden, sondern lediglich als rein mathematische Differenz.

## Beispiel für Folgen einer falschen Begriffsverwendung
In § 288 BGB heißt es: „Der Verzugszinssatz beträgt für das Jahr fünf Prozentpunkte über dem Basiszinssatz“. Bei einem Basiszinssatz von 3 % ergeben sich also Verzugszinsen von insgesamt 8 %. In einer Klage sollten Verzugszinsen daher auch in Höhe von 5 Prozentpunkten und nicht in Höhe von 5 % über dem Basiszinssatz beantragt werden. Anderenfalls verlangt der Kläger regelmäßig deutlich weniger als ihm zusteht. Ob das Gericht auch auf einen Antrag, der „Prozent“ formuliert, Zinsen in Höhe von 5 Prozentpunkten über dem Basiszinssatz zusprechen kann, ist wegen des prozessrechtlichen Grundsatzes ne ultra petita in der Rechtsprechung umstritten, wird vom Bundesgerichtshof indes im Wege der Auslegung für möglich gehalten.

## DIN
Dennoch empfiehlt die DIN 5477 aus dem Jahr 1983, die Bezeichnung Prozentpunkt zu vermeiden, um Mehrdeutigkeiten und Missverständnissen vorzubeugen. Stattdessen solle man durch Text oder Formelzeichen die Differenz der Verhältnisse deutlich von der relativen Differenz unterscheiden.